# Tappi Tíkarrass
Tappi Tíkarrass es una banda islandesa surgida en 1981 que combina la música punk, el pop y el jazz. Dentro de sus cuatro integrantes se destacaba la presencia de Björk, quien era la vocalista de la banda.
El significado del nombre Tappi Tíkarrass proviene de una frase del padre del bajista de la banda quien exclamó que ésta "encajaba como el corcho en el culo de una perra"; por lo tanto, Tappi Tíkarrass significa en islandés "Tapona el Culo de la Perra".
En 1981 junto al exbajista de Exodus Jakob Magnússon formaron otra banda, Tappi Tíkarrass (en islandés significa “Taponéa el Culo de la Perra”), y lanzaron un álbum en 1982 con el título de Bítið Fast Í Vítið. Su álbum Miranda fue lanzado en 1983.
El grupo desarrolló un estilo after-punk más experimental y con referencias a Siouxsie and the Banshees y la primera etapa de The Cure.
Tappi Tíkarrass colaboró en repetidas oportunidades con Purrkur Pillnikk y Þeyr. Con el lanzamiento de Miranda, la banda había experimentado bastante y Björk había colaborado con la banda de covers Cactus en diferentes clubes, y una presentación en el intento de batir el récord en la presentación más larga del mundo con el grupo Stigrim, cuyo video, fue dirigido por Óskar Jónasson, su novio. La banda sonora titulada como la película, Rokk Í Reykjavík (“Rock en Reykjavík”) sirvió para afianzar los lazos entre los miembros de Purrkur Pillnikk y Þeyr con Tappi. Para ese momento Björk también participó como vocalista de fondo y batería de Rokka Rokka Drum.
Solamente lanzaron dos álbumes y aparecieron un par de veces en películas, siendo el más famoso un documental islandés Rokk Í Reykjavík con dos canciones, Björk también se convirtió en la chica cover del video. Posteriormente Tappi tocó en varias presentaciones con otras bandas, Purrkurr Pillnikk y Þeyr.
Un miembro notable de Purrkurr Pillnikk era el cantante/trompetista Einar Örn Benediktsson quien posteriormente se uniría con Björk como vocalista en The Sugarcubes.
Después de lanzar su segundo álbum y haber explorado todas sus posibilidades musicales Tappi Tíkarrass decide separarse en 1983.

## Discografía
- 1982 - Bítið Fast Í Vítið (Spor)
- 1983 - Miranda (Gramm)
- 2017 - Tappi Tíkarrass (autoproducido)

Presentaciones y colaboraciones:
- 1982 - Rokk Í Reykjavík (Smekkleysa)
- 1983 - Örugglega (STEINAR)
- 1984 - Satt 3 (Satt)
- 1998 - Nælur (Spor)

- Datos: Q1896061